# Nimm, o Gott, die Gaben, die wir bringen
Nimm, o Gott, die Gaben, die wir bringen ist ein katholisches Kirchenlied, das für die Gabenbereitung während der heiligen Messe bestimmt ist. Den vierstrophigen Text verfasste Raymund Weber im Jahr 2009. Die Melodie stammt aus Andrew Lloyd Webbers Musical Jesus Christ Superstar (1970). Das Lied gehört zu den Neuen Geistlichen Liedern (NGL). Es ist im Gotteslob von 2013 enthalten. Mindestens schon seit den 1980er Jahren gab es das zweistrophige Gabenbereitungslied Nimm, o Herr, die Gaben, die wir bringen eines unbekannten Verfassers zu derselben Melodie, das ebenfalls in viele Liederbücher aufgenommen wurde. Es gibt eine sechsstrophige Chorvariante, die aus beiden Liedern gebildet ist.

## Inhalt
Das Lied richtet sich als Gemeinschaftsgebet an Gott den Vater, der in der Schlusszeile der ersten Strophe angesprochen wird; auch die zweite Strophe, an deren Ende der Sohn, die dritte Strophe, an deren Ende der Heilige Geist, und die vierte Strophe, an deren Ende die Kirche erwähnt wird, behalten diese Gebetsrichtung bei. Die zweite Zeile jeder Strophe endet mit der Erwähnung von Brot und Wein, den eucharistischen Gestalten, die damit auch formal die Mitte des Textes bilden. Sie stehen für die singende Gemeinschaft selbst mit ihrem „Scheitern und Gelingen“ (Strophe 1), für die in ihnen abgebildete und enthaltene Hingabe Jesu (Strophe 2), für Verwandlung und Heiligung durch den Heiligen Geist (Strophe 3) und für das Einswerden der Kirche (Strophe 4).

## Vorlage
Raymund Weber schrieb den Text Nimm, o Gott, die Gaben, die wir bringen auf die Melodie von Andrew Lloyd Webbers Lied The last supper („Das letzte Abendmahl“) aus dem Musical Jesus Christ Superstar. In diesem ironisch gefärbten Gesang mit dem Textanfang „Look at all my trials and tribulations“ zeigen die Apostel wenig Verständnis für den Abschied und die Kreuzigung, die Jesus im letzten Abendmahl vorwegnimmt, träumen aber von ihrer eigenen Rolle und ihrem Ruhm in der Zukunft.
Im deutschsprachigen Gesangbuch Gotteslob wird es im Einheitsteil, im Abschnitt „Gesänge – Woche – Gesänge zur Gabenbereitung“ als Nummer 188 geführt. Gemeinsam mit diesem Lied wurden auch andere Neue Geistliche Lieder aufgenommen. Ebenso wurde es auch in das Liederbuch Unterwegs mit biblischen Liedern aufgenommen.

## Lieder auf die gleiche Melodie
Ein weiteres Lied mit der gleichen Melodie ist Finden wir Verschiedenen zusammen, das 2017 von Frieder Dehlinger, einem evangelischen Pfarrer aus Eislingen, geschrieben wurde.